# Muriel Engelman

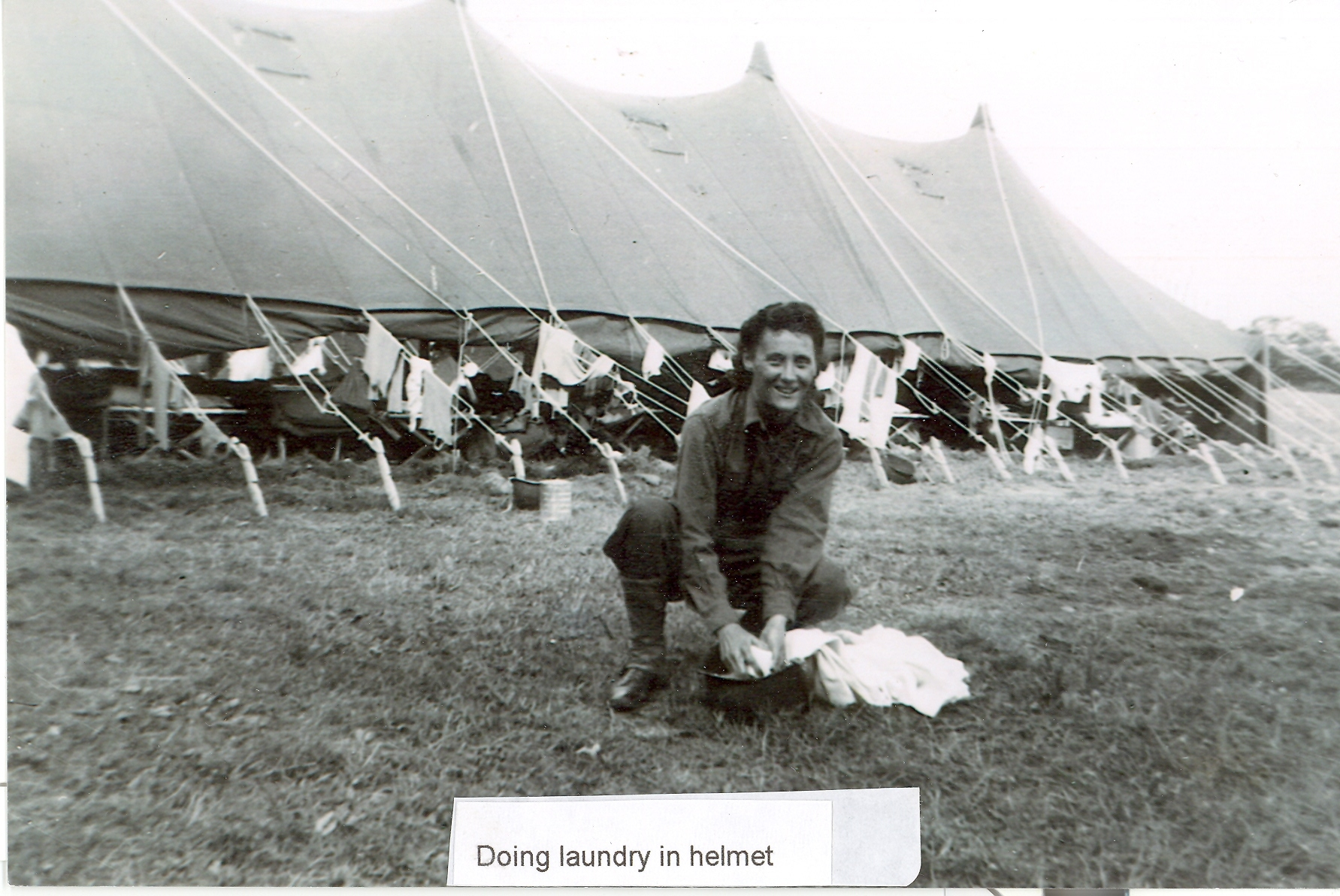
Jan Shimp, Dienstkollegin von Muriel Engelman, beim Wäsche-Waschen in einem Stahlhelm auf einer Kuhweide in der Normandie.
Sammlung der Jewish Historical Society of Greater Hartford

Muriel Engelman (* 12. Januar 1921 in Meriden, Connecticut, Vereinigte Staaten, als Muriel Rose Phillips; † 30. Juni 2022 im Alter von 101 Jahren in Laguna Woods, Kalifornien) war eine Krankenschwester, öffentliche Sprecherin und amerikanische Militärveteranin, die vor allem für ihren Einsatz in Europa im Zweiten Weltkrieg während der Ardennenoffensive (Battle of the Bulge, Schlacht der Ausbuchtung) 1944 bis 1945 bekannt und geehrt wurde. Sie schrieb dazu in späten Lebensjahren ihre Memoiren mit dem Titel Mission Accomplished: Stop the Clock (Auftrag erfüllt: halt die Uhr an) und erhielt den Verdienstorden der französischen Ehrenlegion.

## Leben
Muriel Phillips wurde in eine jüdische Familie geboren, mit einer älteren Schwester und einem jüngeren Bruder. Ihr Vater starb, als sie 10 Jahre jung war, und so musste die Mutter allein für den Unterhalt der drei Kinder sorgen. Muriel wusste schon in jungen Jahren, dass sie Krankenschwester werden wollte. Sie schloss ihre diesbezügliche Ausbildung 1942 an der Cambridge Hospital School of Nursing ab. Während ihrer Ausbildung traten die Vereinigten Staaten von Amerika in den Zweiten Weltkrieg ein und beim Verlassen des Colleges wählte sie das Medical Corps, um für die amerikanischen Soldaten in Übersee dienen zu können. Ihre Vorbereitung dafür begann in Fort Adams, Newport RI, und wurde fortgesetzt im neu aufgebauten General Hospital in Fort Devens (bis 1931: Camp Devens), so dass sie im Dezember 1943 nach Europa abreisen konnte.
Nach weiterem Training und Vorbereitung in England wurde das 16. sog. General Field Hospital in Frankreich im Sommer 1944 aufgebaut. Im Oktober wurde es in die Außenbezirke von Lüttich in Belgien verlagert, während sich die Deutschen anscheinend zurückzogen und die Alliierten Streitkräfte vorrückten.
Von diesem Einsatz schilderte sie in ihren Memoiren wie in ihren öffentlichen Auftritten sehr bewegend, wie sie unter Bombenbeschuss weiter arbeiteten, 12-Stunden-Schichten die Norm waren, sie und ihre Kolleginnen mit Schnee, Eis und knöcheltiefem Schlamm zu kämpfen hatten, aber auch, wie Kriegsgefangene, die sie ebenso fürsorglich pflegte wie die Angehörigen der eigenen Truppen, von diesen auf Augenhöhe behandelt wurden. Ihre größte Furcht war, den Deutschen in die Hände zu fallen, da ihre Kennungsmarke sie mit dem darauf vermerkten „H“ für „Hebrew“ (jüdisch/Hebräerin) wohl sofort in den sicheren Tod geführt hätte. An Weihnachten befanden sich die deutschen Truppen nur noch zehn Meilen von Lüttich entfernt und Engelman beschreibt auch ihr Gefühl des Eingeschlossen-seins, während die meisten amerikanischen Krankenstationen schon nach Frankreich oder Luxemburg evakuiert worden waren:

“We felt like sitting ducks, hoping and waiting for orders to evacuate which never came. Instead we nurses were told to pack our musette bags with warm clothing and to be prepared to move out at ten minutes’ notice in the event of capture by the Germans. I was especially scared because my ID ‘dog tag’ denoted ‘H’ for Hebrew and we knew from the Malmedy massacre patients we had received a few weeks earlier that Hitler had no regard whatsoever for Geneva conventions.”

Auf ihrer Rückreise machte sie erneute Bekanntschaft mit Melvin Engelman, einem Kriegsveteran der US Navy, den sie bereits aus Connecticut mit 10 Jahren kennen gelernt hatte. Die beiden heirateten 1949 und ließen sich in Wappingers Falls nieder. Dort arbeitete Melvin als Zahnchirurg, bis sie nach seiner Pensionierung nach Florida und später nach Laguna Woods zogen, wo er im Alter von 99 Jahren im Dezember 2000 verstarb. Das Paar hat zwei Kinder, einen Sohn und eine Tochter.
Sie veröffentlichte 2008 ihre Memoiren und hielt anschließend mit ihren 80 Jahren auf etlichen Lesereisen vor Kriegsveteranen und in Hochschulen ihre Vorträge, teils eine Stunde lang ohne Notizen frei.

## Auszeichnungen
- Nach ihrer Rückkehr in die Vereinigten Staaten wurde Engelman mit vier Medaillen ausgezeichnet, darunter der Belgian Fourragere und die Meritorious Service Unit Plaque.
- Von Frankreichs Präsident Emmanuel Macron wurde sie mit dem Orden der Ehrenlegion ausgezeichnet, „in Anerkennung Frankreichs immenser Dankbarkeit und Wertschätzung“ ihres Einsatzes, den ihr Frankreichs Botschafter für Kalifornien in Los Angeles am 18. September 2018 im Kreis ihrer Familie und Freunde verlieh.[2][3]
- Das Leben von Muriel Engelman fand 2018 auch Eingang in ein Kompendium mit dem Titel Women Heroes of WW2 – 32 Stories of Espionage, Sabotage, Resistance and Rescue (Heldinnen des Zweiten Weltkriegs – 32 Geschichten von Spionage, Sabotage, Widerstand und Rettung), neben Persönlichkeiten wie Marlene Dietrich, Virginia Hall und Josephine Baker.